# Valaská Dubová
Valaská Dubová (in ungherese Oláhdubova, in latino Dubova Valachorum) è un comune della Slovacchia facente parte del distretto di Ružomberok, nella regione di Žilina.